# Frank Ankersmit

Frank Ankersmit, 2017

Frank Ankersmit (ur. 12 marca 1945 w Deventer) – holenderski teoretyk historiografii, narratywista, rozwijał myśl metahistoryczną Haydena White'a, jego teoria interpretacji historycznej czerpie także z Genealogii moralności Nietzschego; autor wydanej w 1983 roku pracy Narrative Logic, w której zostały sformułowane tezy dotyczące rozbieżności między opisem a narracją czy też – jak będzie to później nazywał – reprezentacją.
Ankersmit wychodzi z założenia wspólnego wszystkim narratywistom, że narracji nie można oddzielić od interpretacji. Następnie twierdzi, że „narracje historyczne są interpretacjami przeszłości”, a nie rejestracją (opisem) faktów minionych, co oznacza, że przeszłość niezinterpretowana nie może się stać materiałem „historycznej narracji”, choć może się stać przedmiotem „badań historycznych”. Rozróżnienie to – badań historycznych i historycznych narracji – nie likwiduje sfery faktów, lecz tylko przemieszcza ją do sfery badań archiwalnych, narracjom przypisując nieuchronną retorykę interpretacji. Stąd teza następna, głosząca, że „język narracji nie jest językiem przedmiotu”. Wynika stąd przekonanie, że dyskusje na temat przeszłości są w gruncie rzeczy dyskusjami na temat tego, co się o przeszłości mówi, a więc na temat dyskursywnych konstrukcji rzeczywistości czy też, jak powiada Ankersmit, „narracyjnych organizacji wiedzy”.
Za White'em Ankersmit bada, do jakiego stopnia historiograficzna narracja wplątana jest w skomplikowane kwestie reprezentacji tekstualnej, w jakim stopniu jej podmiotowy charakter pozbawia ją dążenia do obiektywnej ścisłości i jak przeszłość zostaje zawłaszczona przez prywatne sposoby przedstawiania. Wykracza jednak poza tropologię dyskursu White'a i kładzie nacisk na "oddawanie sprawiedliwości" przeszłości oraz kategorię doświadczenia historycznego.
Skoro fakty są niedostępne historycznej reprezentacji, to powinna ona wprawdzie zrezygnować z roszczeń do prawdy (w sensie logicznym), nie powinna jednak zrezygnować z zadośćuczynienia przeszłości na wzór portrecisty, który przedstawia rzeczywistość. Ankersmit rozwiązuje tę kwestię w tzw. teorii doświadczenia, które określa „bliskość” przeszłości. Aby mówić językiem historii, musimy najpierw doświadczyć przeszłości jako potencjalnego przedmiotu badań historycznych. Doświadczenie poprzedza podział na sferę przedmiotu i podmiotu, jest więc kategorią antyepistemologiczną i pozwala historykowi zakorzenić się w świecie historycznym jako świecie własnych znaczeń. Narracja, reprezentacja i doświadczenie okazują się ściśle ze sobą powiązane. Nie można opowiadać przeszłości, nie wiedząc, że się ją interpretuje. Nie można mówić o doświadczeniu, nie wiedząc, że bez jego reprezentacji pozbawione zostaje ono sensu. Nie można myśleć o tożsamości bez uwzględnienia jej narracyjnej i interpretacyjnej natury.

## Wybrane publikacje
- Narrative logic. A semantic analysis of the historian's language, Den Haag: Nijhoff, 1983
- Aesthetic politics. Political philosophy beyond fact and value, Stanford, CA: Stanford University Press 1997.
- Historical representation, Stanford, CA: Stanford University Press 2001.
- Political representation, Stanford, CA: Stanford University Press 2002.

## Publikacje w języku polskim
- Narracja jako przedstawianie [w:] Metodologiczne problemy narracji historycznej, pod red. Jana Pomorskiego, Lublin: UMCS 1990.
- Modernistyczna prawda, postmodernistyczne przedstawienie i po-postmodernistyczne doświadczenie [w:]  Historia. O jeden świat za daleko?, wstęp, przekład i oprac. Ewa Domańska, Poznań: Inst. Hist. UAM 1997, s. 19-36.
- Pamięć, etyka i historia. Anglo-amerykańska teoria historiografii lat dziewięćdziesiątych. (Antologia przekładów), pod red. Ewy Domańskiej, Poznań: Wydawnictwo Poznańskie 2002.
- Narracja, reprezentacja, doświadczenie. Studia z teorii historiografii, pod red. i ze wstępem Ewy Domańskiej, Kraków: Towarzystwo Autorów i Wydawców Prac Naukowych "Universitas" 2004.